# Cheumatopsyche yangmorseorum
Cheumatopsyche yangmorseorum is een schietmot uit
de familie Hydropsychidae. De soort komt voor in het Oriëntaals gebied.